# Arlberg Schnellstraße
La Arlberg Schnellstraße (letteralmente: "superstrada dell'Arlberg") è una strada a scorrimento veloce austriaca, che collega Zams a Bludenz attraverso il traforo dell'Arlberg.
Essa è identificata dal numero S16.
È parte dell'itinerario europeo E60.